# Skorpion (film)
Skorpion (ang. Scorpio) – amerykański film szpiegowski z 1973 roku w reżyserii Michaela Winnera.

## Fabuła
Doświadczony agent CIA Cross szkoli na swojego następcę początkującego agenta Lauriera o pseudonimie "Skorpion". Nieoczekiwanie Laurier otrzymuje od swoich mocodawców polecenie zabicia Crosa jako podwójnego agenta działającego na rzecz sowietów. "Skorpion" odmawia, jednak wrobiony przez agencję w aferę narkotykową, podąża śladem Crossa. Sam Corss orientując się w sytuacji ucieka do Wiednia i chce wycofać się ze służby. Zręcznie unika zastawionych na niego pułapek. Jednak po przypadkowym zastrzeleniu jego żony przez agentów CIA którzy włamują się do jego domu, powraca do Stanów. Tu, w akcie zemsty zabija McLoda – dyrektora agencji odpowiedzialnego za zabójstwo jego żony. Nowy dyrektor agencji Filchock pokazuje "Skorpionowi" dowody na płatną współpracę Crossa ze służbami innych państw. We współpracę tę zamieszana jest również dziewczyna "Skorpiona" Susan. Wściekły Laurier, śledząc Susan dociera do Crossa. Przyłapuje ich obydwoje podczas przekazywania materiałów szpiegowskich. Obydwoje zabija. Sam ginie od strzałów nieznanego zabójcy.

## O filmie
Film spotkał się ze słabym przyjęciem krytyków. "Zbyt wiele postaci, zbyt wiele sytuacji, w końcu zbyt wiele zwrotów akcji" – pisał na łamach Chicago Sun-Times Roger Ebert. Obraz okazał się być finansową klapą – jego dochód z rozpowszechniania nawet w połowie nie zwrócił kosztów produkcji.
Zdjęcia do filmu miały miejsce w autentycznych plenerach Londynu, Paryża (i za specjalnym zezwoleniem na lotnisku Orly), Wiednia i Waszyngtonu.

## Obsada
- Burt Lancaster – Cross
- Alain Delon – Laurier "Skorpion"
- Paul Scofield – Żarkow
- John Colicos – McLeod
- Gayle Hunnicutt – Susan
- J.D. Cannon – Filchock
- Joanne Linville – Sarah Cross
- Mel Stewart – Pick
- Vladek Sheybal – Ziemietkin
- Mary Maude – Anne
- Jack Colvin – Paul Milney
- James Sikking – Harris
- Burke Byrnes – Morrison
- William Smithers – Mitchell
- Shmuel Rodensky – Lang
- Celeste Yarnall – Helen Thomas
- Sandor Elès – Malkin
- Frederick Jaeger – Novins
- George Mikell – Dor
- Robert Emhardt – człowiek w hotelu